# کماله ثریا
کماله داس ثریا (به انگلیسی: Kamala Das Surayya (زاده کماله یا کمالا؛ ۳۱ مارس ۱۹۳۴–۳۱ مه ۲۰۰۹))، معروف با نام تخلصش ماداووکوتی (Madhavikutty به معنی سپاس) و نام پس از ازدواجش کماله داس، یک زن شاعر انگلیسی هندی و همچنین نویسنده برجسته زبان مالایایی از کرالا هند بود. محبوبیت وی در کرالا عمدتاً بر اساس داستانهای کوتاه و زندگی‌نامه نگاری وی استوار است، در حالی که شاهکارهای او به زبان انگلیسی، که با نام کماله داس نوشته شده‌است، به دلیل اشعار و زندگینامه صریح آن شهرت دارند. او همچنین یک مقاله‌نویس پرکار بود و دربارهٔ موضوعات مختلف از جمله موضوعات مربوط به زنان، مراقبت از کودکان و سیاست نوشت.
رفتار صریح و صادقانه او در مورد جنسیت زنانه، عاری از هرگونه احساس گناه، نوشتار او را با قدرت ترویج یافت و امید به پس از رهایی می‌داد که به عنوان نمادی از نسل او بود. کماله داس در ۳۱ مه ۲۰۰۹، در سن ۷۵ سالگی، در بیمارستان پونه هند درگذشت.

## زندگی
کماله داس در ۳۱ مارس ۱۹۳۴ در خانواده‌ای برهمن هندو در ایالت کرالا هند متولد شد. پدر وی، م. نیر، و مادرش، شاعر مشهور مالایی دوران خود، بالامانیمیما بودند.

## پذیرش اسلام
در سال ۱۹۹۹ وی پس از سالها مطالعه آموزه‌های اسلامی، به اسلام گروید، که باعث ایجاد طوفانی در محافل ادبی و اجتماعی هند و کرالا شد. با این وجود خانواده وی تصمیم او را پذیرفتند. او اعلام کرد که قصد دارد با معشوق مسلمان خود ازدواج کند، اما چنین نکرد. پس از قبول اسلام، نام او به «ثریا» تغییر یافت.

## بزرگداشت
در تاریخ ۱ فوریه ۲۰۱۸، گوگل دودل با تغییر نشان خود در شبه‌قاره هند به بزرگداشت کارهایی که او پشت سر گذاشت پرداخت. همچنین فیلمی از بیوگرافی او با عنوان عامی (Aami) به کارگردانی کمال، کارگردان هندی سینمای مالایالم در ۹ فوریه ۲۰۱۸ منتشر شد.